# Wünscher Frigyes
Wünscher Frigyes (Budapest, 1892. január 28. – Budapest, 1946. május 16.) magyar gazdaságpolitikus,  a két világháború között a sajtó- és hírszolgálat, valamint a szövetkezeti politika egyik irányítója.

## Életpályája
Berlinben végezte középiskolai tanulmányait. Ezután a budapesti tudományegyetemen szerzett államtudományi doktori oklevelet. 1919-ben Szegeden csatlakozott a magyar Tanácsköztársaság megbuktatására törekvő erőkhöz. 1921 és 1933 között a Magyar Távirati Iroda ügyvezető igazgatója volt. 1934-ben a Hangya Fogyasztási Szövetkezet vezérigazgatója, majd 1938-ban alelnöke lett. Tőzsdetanácsos is volt. 1943 februárjában a Hangya igazgatósága közbenjárására Horthy Miklós kormányzó „élethossziglani" felsőházi taggá nevezte ki. . 
Családjával a budapesti Orbán-hegyen álló villájában lakott (Budapest, XII. kerület, Fodor utca 6.). Fontos szerepelt vállalt az ottani, felső-krisztinavárosi római katolikus plébánia megszervezésében és templomának felépítésében. 1936-tól haláláig elnökként vezette a felső-krisztinavárosi római katolikus egyházközséget.
A második világháború után, 1945-ben állásvesztésre ítélték és háborús bűnösségének megállapítása érdekében az ügyét a népbíróság elé utalták. Az eljárás alatt a börtönben szívinfarktusban elhunyt.
Francia feleségével, Floirat Kornélia Magdolna Matilddal 1933-ban házasodtak össze, és öt lányt neveltek fel. Wünscher Frigyes halála után felesége és lányai, mivel magyarországi egzisztenciájukat elvesztették, Franciaországba költöztek.

## Emlékezete
Sírja Budapesten a Farkasréti temetőben található (1-23/24).

## Művei
- Csonka-Magyarország sajtója: I-II. Budapest: Csáthy Ferenc. 1927.  = A sajtó könyvtára,  3-4.  – 2. kiadás. 1928.
- Sajtóalmanach 1931: Csonkamagyarország sajtója. Budapest: Csáthy Ferenc. 1931.  = A sajtó könyvtára,  11.
- Újságíró arcképek. Budapest; Debrecen: Csáthy Ferenc. 1932.
- Mezőgazdasági termények szövetkezeti úton való értékesítése. Budapest: Hangya-Újság. 1935.
- A keresztény erkölcs és a nemzeti gondolat a gazdasági életben. Budapest: Csáthy Ferenc. 1937.
- Szervezett agrárértékesítés. Budapest: Csáthy Ferenc. 1940.
- Falusi tanulmányútjaim. Budapest: Csáthy Ferenc. 1941.
- A hadbavonultak családjainak gondozása. Budapest: Actio Catholica. 1942.
- Családvédelem. Budapest: Actio Catholica. 1942.
- Tordas, a Balogh Elemér szövetkezeti mintafalu. Budapest: Csáthy Ferenc. 1943.
- Szövetkezetek a keresztény gazdasági rendben. Budapest: Magyar Szövetkezeti Liga. 1943.  = A Középponti Katolikus Kör Kiadványai,  5. „Károlyi” szövetkezeti könyvtár
- A szövetkezetek jelentősége gróf Tisza István agrárpolitikai törekvéseiben. Debrecen: Tisza István Tudományos Társaság. 1943.  = A Debreceni Tisza István Tudományos Társaság I. osztályának kiadványai - VIII,  10.  – A szövetkezetek jelentősége gróf Tisza István agrárpolitikai törekvéseiben. Budapest: Magyar Szövetkezeti Liga. 1944.  = Magyar Szövetkezeti Liga,  7. „Károlyi" szövetkezeti könyvtár
- A család jólétéért : az Actio Catholica szociális és karitatív szakosztályában 1942. évben tartott családvédelmi ankét előadásai. Előszóval ellátta Serédi Jusztinián–sajtó alá rend. Wünscher Frigyes. Budapest: Actio Catholica. 1943.
- Szeretet és igazságosság a keresztény szellemű gazdaságpolitika irányító eszméi. Budapest: Actio Catholica, 1944.
- A szövetkezés szabadsága. Budapest: Magyar Szövetkezeti Liga. 1944.  = „Károlyi” szövetkezeti könyvtár,  8.
- A szövetkezetek szerepe Magyarország gazdasági megerősödésében. Budapest: Magyar Szövetkezeti Liga. 1944.  = Az Országos Nemzeti Klub kiadványai,  81.
- Szövetkezetek és magánkereskedők. Budapest: Magyar Szövetkezeti Liga. 1944.  = „Károlyi” szövetkezeti könyvtár,  20.